# Kasmirasnapper
Kasmirasnapper (Lutjanus kasmira) är en fisk i familjen Lutjanidae (vars medlemmar ofta kallas snappers) som finns i Indiska oceanen och Stilla havet samt sydöstra Atlanten vid Sydafrika.

## Utseende
Kasmirasnappern är en fisk med förhållandevis hög kropp och kraftigt sluttande panna. Ryggfenan består av 10 taggstrålar, följda av 14 till 15 mjukstrålar. Analfenan har en liknande uppbyggnad med 3 taggstrålar och 7 till 8 mjukstrålar. Stjärtfenan är svagt urgröpt. Rygg och sidor är klargula med 4 klarblå längsränder på varje sida, samt ett flertal svaga, grå ränder på nedre delen av sidorna. Undersidan och hakan är vita, fenorna gula. Arten blir vanligtvis upp till 25 cm lång, men kan som mest nå en längd av 40 cm.

## Vanor
Arten lever i närheten av korallrev, vanligen på djup mellan 30 och 150 m, även om den kan förekomma var som helst mellan 2 och 265 m. Under dagen bildar den stora stim kring koraller, grottor och vrak. Födan består av fiskar, räkor, krabbor, mantisräkor, planktoniska kräftdjur, bläckfiskar och alger. Ungfiskarna håller till i sjögräsbäddar.

### Fortplantning
Arten blir könsmogen vid en längd av 20 till 25 cm, och leker året om i större delen av sitt utbredningsområde, med en topp under november – december. De knappt millimeterstora äggen kläcks efter några timmar.

## Utbredning
Utbredningsområdet omfattar Indiska oceanen och Stilla havet från Röda havet och Östafrika till Marquesasöarna och Line Islands samt norrut till södra Japan och söderut till Australien. Den finns också i sydöstra Atlanten kring East London i Sydafrika. Arten har även spritt sig till Hawaii efter att ha införts som sportfisk 1958.

## Betydelse för människan

### Fiske
Kasmirasnappern är föremål för ett omfattande kommersiellt fiske, i synnerhet i farvattnen kring Hawaii. Främsta fångstmetoder är långrev, mjärdar och nät. Saluförs i regel färsk. Sportfiske förekommer också.

### Användning som akvariefisk
Arten är även en populär akvariefisk, som bäst hålles ensam på grund av sin glupskhet. Lämplig föda är hackade räkor, bitar av fisk och blötdjur. Lämplig temperatur är 22 till 26 °C, och lätt basiskt vatten (pH 8,1 – 8,4).